# 奧拉維城堡

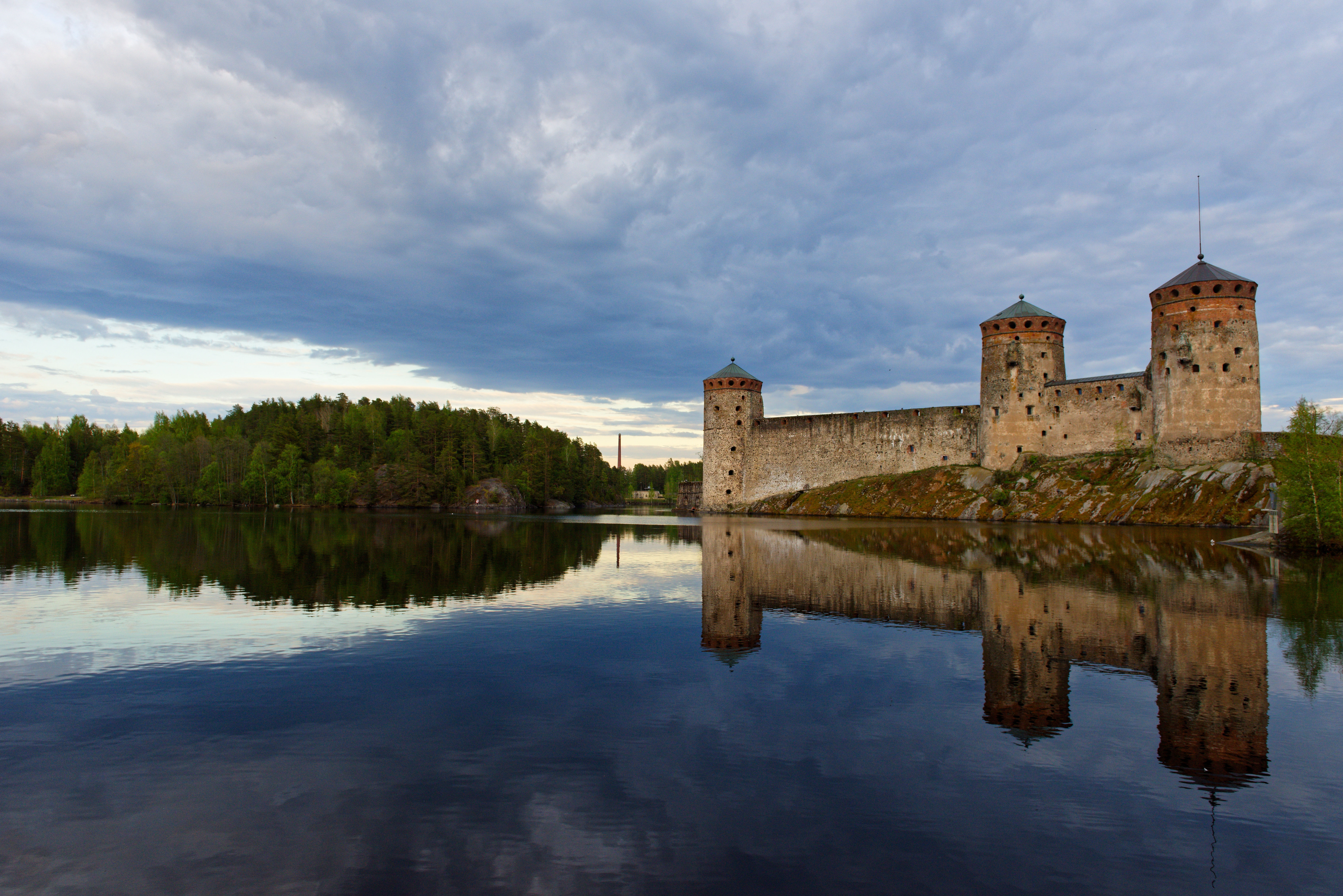
奥拉维城堡

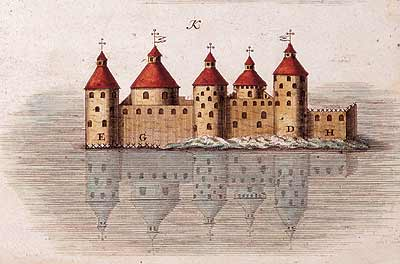
十八世纪时的城堡绘图

奧拉維城堡（芬蘭語：Olavinlinna）是位於芬蘭萨翁林纳的一座修建於15世紀的城堡，擁有三座塔樓。這座城堡是世界現存最北的中世紀石質城堡。
城堡是建在连接豪基韦西湖和皮赫拉亚韦西湖水道中的一个小岛上。

## 城堡的修建
城堡是由埃里克·阿克塞尔松·托特在1475年开始修建的，当时取名为“圣奥洛夫堡”。修建此城堡的意图是想得益于伊凡三世征服诺夫哥罗德共和国后带来的政治动乱。城堡是建在萨沃地区，以此来声称据《内特堡和约》划归俄国一边的领土。
在一封托特写于1477年的信中稍微提及到邀请一些外国工匠到奥洛夫堡来，很可能是从列巴尔请来的，因为那里的城防工事正在扩建。它是瑞典第一座带有圆形厚墙塔楼并经得起炮火攻击的城堡。城堡也是精心设计建在由湖泊和水道组成的网络中，这可以有效地阻止俄国潜在的进攻。
带有三座塔楼的城堡主楼在1485年完工，之后立即开始建设外围幕墙及两座塔楼，并在1495年得以完工。城堡大致像一个被切了的菱形，主楼位于小岛的西部，幕墙和外院在东部。城楼三塔中的圣埃里克塔的塔基不结实，并早已倒塌。外院中的一个塔——厚塔——也在18世纪爆炸了，其位置上改建成了菱堡。城堡在19世纪改造成带有菱堡的星形要塞。

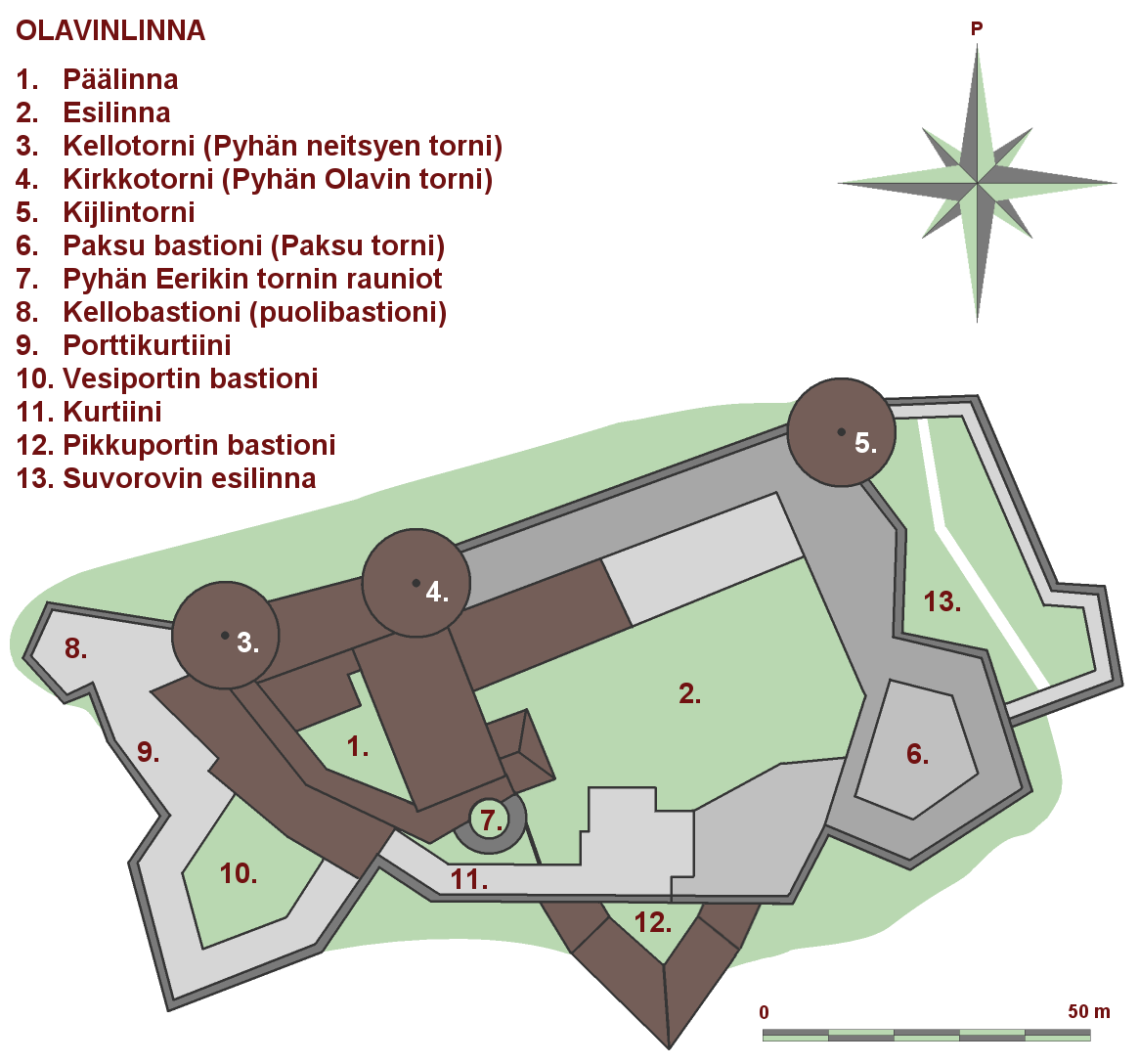
当今奥拉维城堡的布局

1. 城堡主楼
2. 外院
3. 钟塔（圣母塔）
4. 教堂塔（圣奥洛夫塔）
5. 基伊尔塔
6. 厚堡（在厚塔的位置上）
7. 已倒塌的圣埃里克塔的遗址
8. 钟堡（半个菱堡）
9. 大门幕墙
10. 水道菱堡
11. 幕墙
12. 小门菱堡
13. 苏沃罗夫前院

## 历史
奥拉维城堡在第一次和第二次俄瑞战争中经受了好几次俄国的围攻。在城堡的保护下商贸逐渐在16世纪末期活跃起来，从而引起在1639年设立萨翁林纳市。
1714年7月28日，城堡里的驻军向前来侵犯的俄国军队投降。在1743年俄国军队只花了两天的时间就攻陷了城堡，事件的发展导致了《奥布和约》的签订，整个地区因此被划归为俄国的伊丽莎白女皇。

## 旅游业
在城堡里有好几个小型展览，包括城堡博物馆中展示的在城堡里发现及跟城堡相关的物品，还有东正教博物馆中展示的来自芬兰及俄罗斯的圣像画及其它宗教物品。每年的七月份城堡的内院里会搭起临时屋顶而成为自1912年每年举办的萨翁林纳歌剧节的演出场所。
奧拉維城堡是丁丁歷險記中奧托卡王的權杖一冊出現城堡的原型。

## 外部連結
- St. Olaf's Castle（页面存档备份，存于） at the Finnish National Board of Antiquities（页面存档备份，存于）
- Savonlinna Opera Festival （页面存档备份，存于） – Official website
- Medieval castles in Finland （页面存档备份，存于）

61°51′50″N 028°54′04″E / 61.86389°N 28.90111°E